# Baleine de la Tamise

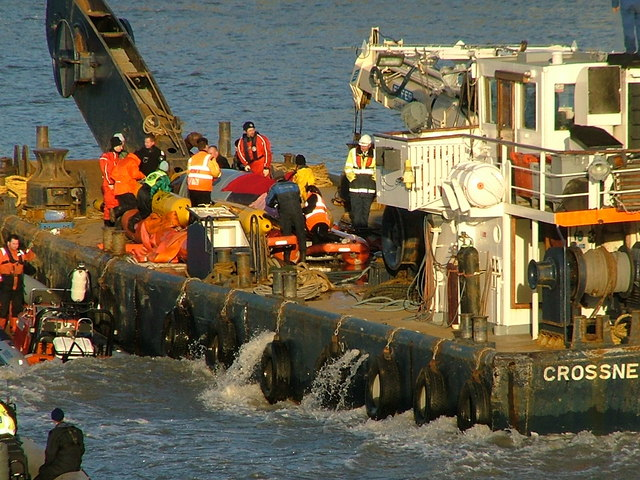
Sauvetage de la baleine près du pont de Battersea

La Baleine de la Tamise est le surnom donné à une jeune femelle hyperodon arctique (Hyperoodon ampullatus, espèce de baleine à bec) apparue dans la Tamise en plein cœur de Londres le 20 janvier 2006. D'après la BBC, elle mesurait 5 mètres de long et pesait environ 7 tonnes. Il semblerait que l'animal se soit retrouvé à cet endroit après s'être perdu, son habitat naturel étant les côtes du nord de l'Irlande et de l'Écosse et les mers de l'océan Arctique. C'est la première fois qu'un tel spécimen est observé dans la Tamise depuis 1913. Elle a nagé jusqu'à l'Albert Bridge, avant que les experts se mettent à essayer de la conduire jusqu'à la mer du Nord. Néanmoins, elle est morte à environ 19h00 (UTC) le 21 janvier.
En mai 1966, un autre cétacé, surnommé Moby, avait fait sensation aux Pays-Bas et en Allemagne, séjournant durant quatre semaines dans le lit du Rhin. La baleine blanche avait remonté le fleuve sur plusieurs centaines de km, jusqu'au-delà de Bonn, donnant l'occasion aux membres du Bundestag d'interrompre leurs travaux pour aller contempler le mammifère au moment de son passage devant leur bâtiment. L'animal avait ensuite regagné de lui-même la mer du Nord.

## 20 janvier

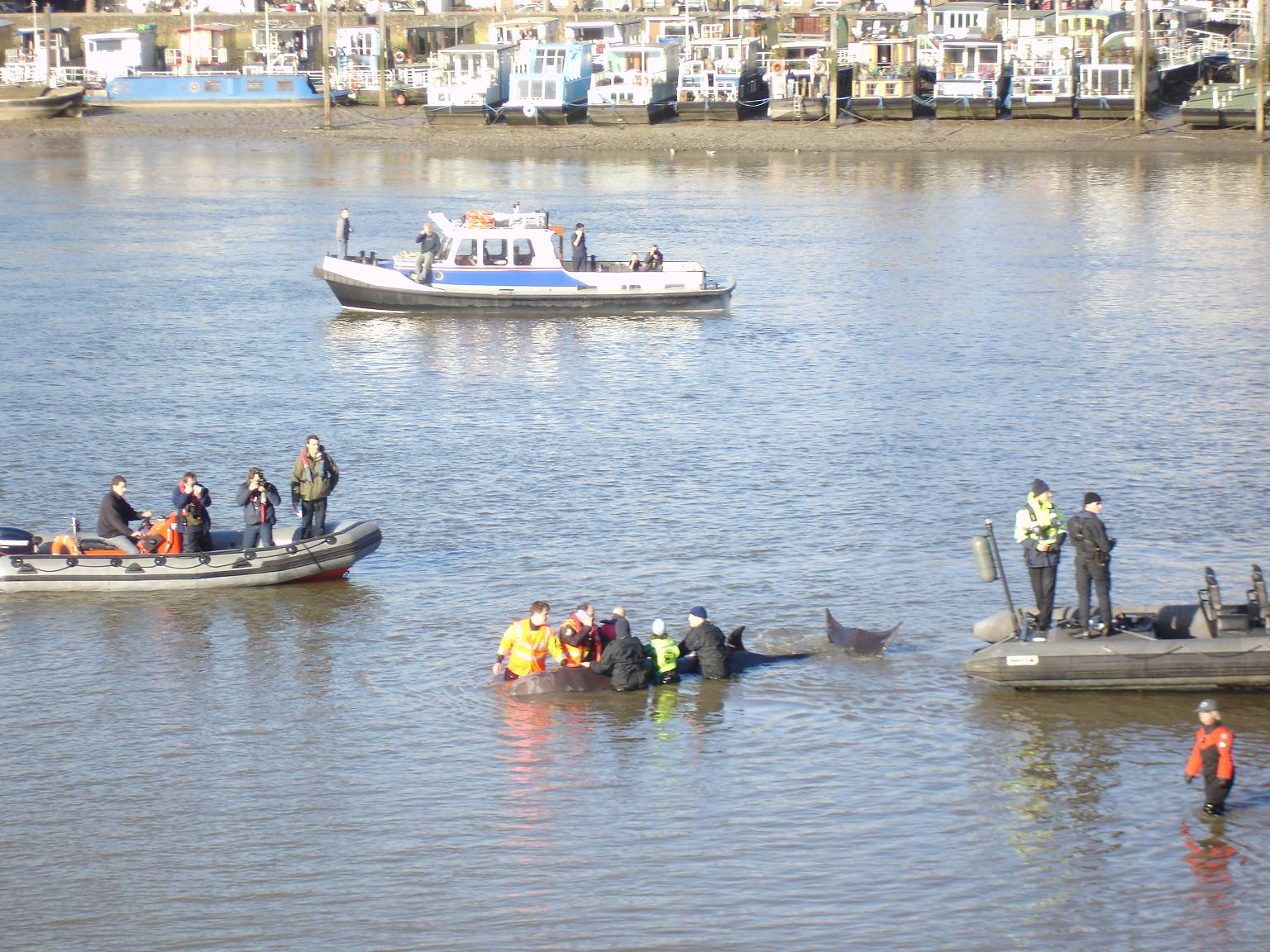
Début du sauvetage à 12 heures

Le vendredi 20 janvier à 08h30 (UTC), un homme a appelé les autorités depuis un train pour signaler qu'il croyait avoir vu une baleine nager dans la Tamise. Durant la matinée, de plus en plus de témoins ont également signalé avoir aperçu une baleine. La nouvelle fut confirmée par une chaine de télévision qui a enregistré les premières images de l'animal. De nombreux londoniens se sont alors précipités dans les rues pour observer le phénomène.
Cependant, la baleine s'est échouée à de nombreuses reprises alors que la marée baissait. Certaines personnes se sont rendues sur les berges du fleuve pour encourager l'animal à rejoindre les eaux plus profondes. La situation devenait inquiétante car les Hyperoodons nagent généralement dans des eaux profondes et peuvent plonger jusqu'à 700 mètres alors que la Tamise ne fait à cet endroit que quelques mètres de profondeur. De plus des traces de sang étaient visibles, sûrement dues à une collision avec un bateau.
Alors que la nuit tombait, il semblait que la baleine s'était mise à nager avec le courant en direction de la mer. Un cadreur de la BBC a déclaré l'avoir vue vers 21 heures à Greenwich. Cependant, sa trace fut perdue jusqu'à ce qu'elle fût de nouveau aperçue vers 1 h 10 le matin suivant au niveau de Battersea, après que la marée avait commencé à refluer.

## 21 janvier
La baleine n'avait pas été vue depuis une certaine période et beaucoup craignaient qu'elle ait péri. Cependant, elle fut aperçue par un bateau des autorités du port à 09h25 (UTC) près du Albert Bridge. Aux environs de midi, la baleine s'était une nouvelle fois échouée. Le British Diverse Marine Life Rescue a alors décidé qu'il était temps d'agir et de tenter de sauver l'animal avec l'aide des autorités du port de Londres. Des sauveteurs ont alors capturé l'animal, lui ont caché les yeux pour éviter qu'il ne panique et ont commencé à l'examiner.
Deux heures plus tard, la baleine a été délicatement transportée par une grue sur une barge près du pont de Battersea. À ce moment, des milliers de curieux observaient la situation depuis les berges de la Tamise et les images des caméras qui filmaient le sauvetage ont fait le tour du monde. Mais l'excitation du jour précédent avait laissé place à l'inquiétude car beaucoup craignaient que la baleine ne puisse survivre plus longtemps dans de telles conditions. Alors que la barge se dirigeait vers la mer, les chaînes d'information diffusaient des flashs en continu. La barge a atteint la barrière de la Tamise aux environs 17h00 (UTC). Plus tard, malgré l'obscurité, on a vu des gens s'amasser sur le pont Queen Elizabeth II pour tenter d'apercevoir le convoi.
Au fur et à mesure que le temps passait, la santé de l'animal devenait préoccupante car celui-ci se trouvait à ce moment hors de l'eau. Les projets pour le libérer dans l'océan Atlantique avaient été abandonnés. La remise à l'eau étaient prévue sur les côtes du Kent près de Margate aux environs de 21h00-21h30 (UTC). Durant tout ce temps, un vétérinaire à bord de la barge avait la responsabilité de relâcher l'animal ou bien d'en pratiquer l'euthanasie si sa survie ne pouvait être assurée. Plus tard, l'animal se trouva dans un état critique, respirant difficilement et avec des problèmes musculaires.
À 19h08 (UTC), à la suite de convulsions, la mort de la baleine a été confirmée.

## 23 janvier
Après une action de The Sun, qui avait réuni des fonds (£10 000), le squelette de l'animal est récupéré et sera montré dans le Muséum d'histoire naturelle.